# Zamarada delta
Zamarada delta là một loài bướm đêm trong họ Geometridae.